# Cryphia duseutrei
Cryphia duseutrei är en fjärilsart som beskrevs av Charles Oberthür 1922. Cryphia duseutrei ingår i släktet Cryphia och familjen nattflyn. Inga underarter finns listade i Catalogue of Life.